# Landtagswahl in Liechtenstein 1939
- FBP: 8
- VU: 7

Die Landtagswahl in Liechtenstein 1939 erfolgte im Rahmen einer Stillen Wahl. Die Durchführung einer Stillen Wahl wurde durch das Proporzgesetz von 1939 ermöglicht. So sollte ein Wahlkampf zwischen der Fortschrittlichen Bürgerpartei und der Vaterländischen Union verhindert werden, und der 1938 geschlossene Parteifrieden zwischen den beiden Parteien wurde nicht gefährdet. Dadurch konnte ausserdem verhindert werden, dass der nationalsozialistischen Volksdeutschen Bewegung in Liechtenstein eine Plattform geboten wurde. Gemeinsam beschlossen FBP und VU die Auflösung des Liechtensteinischen Landtages am 11. März 1939, dessen Legislaturperiode noch bis 1940 gedauert hätte. FBP und VU reichten am 17. März 1939 eine Einheitsliste ein, dabei bewarb sich die FBP um acht Mandate, die VU um sieben. Dazu gab es sieben Stellvertreter für die FBP und sechs für die VU. Eine Wahl an der Urne wäre notwendig geworden, wenn 400 Stimmberechtigte das Referendum ergriffen hätten. Nach Ablauf der 14-tägigen Einspruchsfrist erklärte die Regierung den Landtag am 6. April 1939 für gewählt.